# Payback (2017)
Cet article concerne l'édition 2017 du pay-per-view Payback. Pour toutes les autres éditions, voir WWE Payback.
 (avril 2017).
Si vous disposez d'ouvrages ou d'articles de référence ou si vous connaissez des sites web de qualité traitant du thème abordé ici, merci de compléter l'article en donnant les références utiles à sa vérifiabilité et en les liant à la section « Notes et références ».
L'édition 2017 de Payback est une manifestation de catch (lutte professionnelle) produite par World Wrestling Entertainment (WWE), une fédération de catch américaine, qui est télédiffusée, visible en paiement à la séance, sur le WWE Network ainsi que sur la chaîne de télévision française AB1. L'événement a eu lieu le 30 avril 2017 au SAP Center à San José, dans l'état de Californie. Il s'agit de la cinquième édition de Payback.

## Contexte
Les spectacles de la World Wrestling Entertainment (WWE) sont constitués de matchs aux résultats prédéterminés par les scénaristes de la WWE. Ces rencontres sont justifiées par des storylines – une rivalité avec un catcheur, la plupart du temps – ou par des qualifications survenues dans les shows de la WWE tels que Raw et SmackDown. Tous les catcheurs possèdent une gimmick, c'est-à-dire qu'ils incarnent un personnage gentil (Face) ou méchant (Heel), qui évolue au fil des rencontres. Un événement comme Payback est donc un événement tournant pour les différentes storylines en cours,.

### Kevin Owens contre Chris Jericho

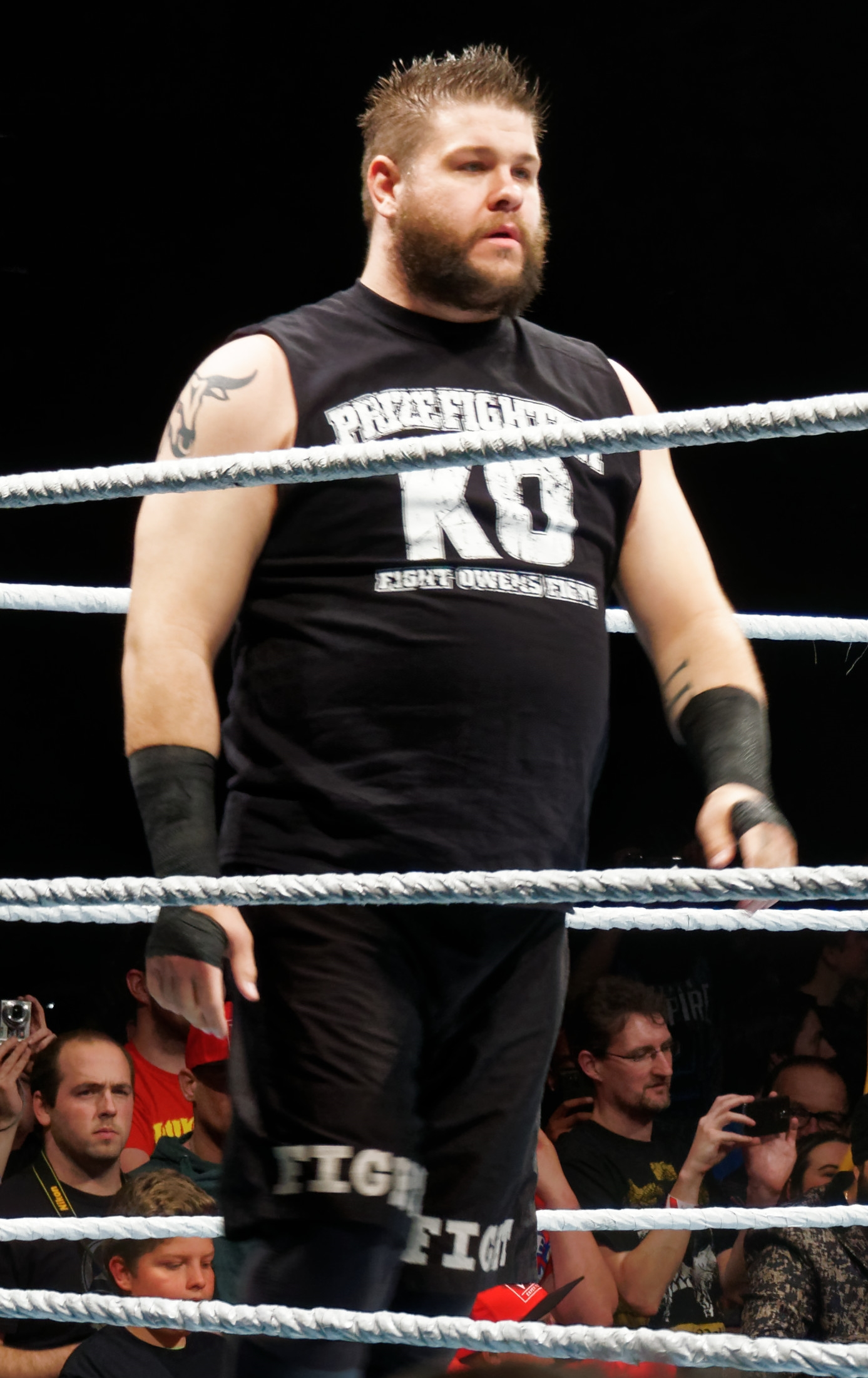
Kevin Owens qui défendra son WWE United States Championship face à Chris Jericho.

La rivalité entre les deux hommes commence le 6 février, alors que Kevin Owens se faisait défier par Goldberg pour le WWE Universal Championship lors de Fastlane (2017), son meilleur ami, Chris Jericho accepte le défi à sa place. Lors du Raw du 13 février, son ami Chris Jericho organise le Festival of Friendship dans lequel ce dernier offre plusieurs cadeaux au champion. À la fin du festival, Owens attaque Jericho, mettant fin à leurs relations amicales. Lors de Fastlane (2017), il perd le WWE Universal Championship au profit de Goldberg en vingt-cinq secondes sous le regard de Chris Jericho. Le lendemain à Raw, il confronte Jericho qui lui explique lui avoir fait perdre le titre pour se venger et le défie à un match à WrestleMania 33. Owens accepte son défi quand ce dernier accepte de mettre son WWE United States Championship en jeu.
Après cette annonce, Chris Jericho se fait attaquer par Kevin Owens et Samoa Joe avant d'être sauvé par Sami Zayn. Plus tard dans la soirée, il perd par décompte extérieur contre Samoa Joe. À la fin du match, ce dernier tente de l'attaquer, mais il le contre avec son Codebreaker.Le 13 mars à Raw, lui et Sami Zayn battent Samoa Joe et Kevin Owens par disqualification. À la fin du match, il se fait attaquer par ces derniers et encaisse un Pop-Up Powerbomb de Kevin Owens. Le 27 mars à Raw, il fait gagner Sami Zayn contre Kevin Owens. À la fin du match, il attaque ce dernier avec une chaise avant de le mettre sur sa liste.
Lors de WrestleMania 33, Chris Jericho se fait battre par Kevin Owens qui remporte le WWE United States Championship pour la première fois de sa carrière. Le lendemain à Raw, il est annoncé que Jericho aura droit à son match de revanche face à Owens pour le championnat à Payback (2017),. Un peu plus tard dans la soirée, alors qu'il était en interview et qu'il avait un match de prévu avec Seth Rollins contre Owens et Samoa Joe, il se fait attaquer par ces derniers qui le font passer à travers une table. À la suite de cette attaque, il est blessé et ne peut disputer son match avec Rollins en fin de soirée.

## Tableau des matchs
| Ordre par numéros | Résultat                                                                         | Stipulation(s)                                                                                      | Temps |
| --- | -------------------------------------------------------------------------------- | --------------------------------------------------------------------------------------------------- | ----- |
| 1P | Enzo Amore et Big Cass battent The Good Brothers (Luke Gallows et Karl Anderson) | Tag Team match                                                                                      | 6:35  |
| 2 | Chris Jericho bat Kevin Owens (c) par soumission                                 | Match simple pour le WWE United States Championship Si Chris Jericho gagne, il rejoindra SmackDown. | 17:55 |
| 3 | Austin Aries bat Neville (c) par disqualification                                | Match simple pour le Cruiserweight Championship                                                     | 11:20 |
| 4 | The Hardy Boyz (Matt et Jeff) (c) battent The Bar (Cesaro et Sheamus)            | Tag Team match pour les WWE Raw Tag Team Championship                                               | 12:45 |
| 5 | Alexa Bliss bat Bayley (c)                                                       | Match simple pour le WWE Raw Women's Championship                                                   | 11:15 |
| 6 | Bray Wyatt bat Randy Orton                                                       | House of Horrors match                                                                              | 17:10 |
| 7 | Seth Rollins bat Samoa Joe                                                       | Match simple                                                                                        | 15:55 |
| 8 | Braun Strowman bat Roman Reigns                                                  | Match simple                                                                                        | 11:50 |
| La lettre C placée entre parenthèses désigne la personne ou l’équipe championne en titre. P – indique que le match a eu lieu lors du pré-show |                                                                                  | |       |